# Saljut, Marija!
Saljut, Marija! (Салют, Мария!) è un film del 1971 diretto da Iosif Efimovič Chejfic.